# Liu Yin
Liu Yin (chin. trad. 柳蔭, chin. upr. 柳荫, hanyu pinyin: Liǔ Yìn, ur. 19 sierpnia 1981 w Harbinie) – chińska curlerka, brązowa medalistka Zimowych Igrzysk Olimpijskich 2010. Jest wiceskipem w drużynie Wang Bingyu.
Liu pierwszy raz wzięła udział w zawodach międzynarodowych jako rezerwowa na Mistrzostwach Strefy Pacyfiku 2002. W curling grała wówczas zaledwie od dwóch lat.
W 2004 została stałym zawodnikiem w zespole. Jako trzecia wystąpiła w mistrzostwach Pacyfiku a Chinki po raz pierwszy w historii zakwalifikowały się do mistrzostw świata. Na MŚ 2005 zagrywała kamienie jako druga, drużyna z Harbinu zajęła 7. miejsce. W sezonie 2005/2006 początkowo grała jako otwierająca by na Mistrzostwach Świata 2006 być trzecią. Chiny w swoim drugim występie w rozgrywkach tej rangi zajęły 5. miejsce.
W sezonie 2006/2007 Liu zagrywała dwa ostatnie kamienie, przy czym Wang na pozycji trzeciej odgrywała rolę skipa. W tej konfiguracji Chinki po raz pierwszy wygrały mistrzostwa strefy Pacyfiku, zdobyły brąz w Zimowych Igrzyskach Azjatyckich 2007. W MŚ 2007 zespół Wang z bilansem 5-6 uplasował się na 7. miejscu.
Począwszy od 2006 Chiny wygrywały rywalizację w strefie Pacyfiku. Podczas Mistrzostw Świata 2008 ekipa Wang pierwszy raz i to z pierwszego miejsca dotarła do fazy play-off i wygrała mecz przeciwko Kanadzie (Jennifer Jones). W finale spotkały się te same reprezentacje, Kanadyjki zrewanżowały się Azjatkom wynikiem 7:4.
W sezonie 2008/2009 Liu sięgnęła po złoty medal na Zimowej Uniwersjady 2009, która odbyła się w jej rodzinnym mieście. Miesiąc później Chinki w fazie zasadniczej MŚ 2009 pokonały Dunki (Angelina Jensen) 6:3 i awansowały do finału. Zmierzyły się tam z reprezentacją Szwecji (Anette Norberg), którą pokonały 8:6 i pierwszy raz w historii po tytuł mistrzyń świata sięgnęła drużyna spoza Europy, Kanady i Stanów Zjednoczonych.
Liu uczestniczyła w Zimowych Igrzyskach Olimpijskich 2010. Chiny z 3. miejsca w Round Robin zakwalifikowały się do półfinału, w którym przegrały 4:9 przeciwko obrończyniom tytułu mistrzowskiego, Szwedkom (Anette Norberg). Wygrały zaś brązowe medale pokonując wysoko – 12:6 drużynę szwajcarską (Mirjam Ott). W odbywających się po miesiącu MŚ 2010 ekipa Wang zajęła odległe 7. miejsce. Po roku zespół Wang zdobył brązowe medale pokonując w małym finale Danię (Lene Nielsen).
Kolejne występy na mistrzostwach świata Liu kończyła na odległych miejscach, w 2012 było to 11. a w 2013 9. miejsce. Po wygraniu turnieju kwalifikacyjnego Chinki wystąpiły na Zimowych Igrzyskach Olimpijskich. Nie zdołały tam powtórzyć wyników sprzed czterech lat, z czterema wygranymi spotkaniami sklasyfikowano je na 7. miejscu.

## Wielki Szlem
| Turniej                | 2006/2007 | 2007/2008 | 2008/2009 | 2009/2010 | 2010/2011 | 2012/2013 | 2013/2014 |
| ---------------------- | --------- | --------- | --------- | --------- | --------- | --------- | --------- |
| Autumn Gold            | x         | x         | x         | F         | W         | x         | F         |
| Manitoba Lotteries     | A         | A         | A         | A         | x         | A         | x         |
| Colonial Square        | A*        | ?*        | A*        | QF*       | QF*       | A         | A         |
| Masters                | A*        | A*        | x*        | A*        | A*        | A         | x         |
| Players’ Championships | A         | A         | A         | A         | A         | A         | A         |

| —  | = turniej nie odbył się                                  |
| A  | = nie uczestniczyła                                      |
| x  | = nie zakwalifikowała się do fazy finałowej              |
| QF | = ćwierćfinał                                            |
| SF | = półfinał                                               |
| F  | = finał                                                  |
| W  | = zwycięstwo                                             |
| *  | = turniej niezaliczany wówczas do cyklu Wielkiego Szlema |

### Nierozgrywane
| Turniej               | 2006/2007 | 2007/2008 | 2008/2009 | 2009/2010 | 2010/2011 |
| --------------------- | --------- | --------- | --------- | --------- | --------- |
| Wayden Transportation | A         | A         | A         | —         | —         |
| Sobeys Slam           | —         | A         | QF        | —         | A         |